# Gheorghe Zamfir
Gheorghe Zamfir (6 de abril de 1941, en Găești, distrito de Dâmboviţa, Rumania) es un músico rumano, virtuoso en la flauta de pan (zampoña, nai en rumano), especialmente el "nai românesc" ("zampoña rumana"), que él mismo perfeccionó. Está considerado por muchos el mejor en su especialidad. 

## Biografía
Su vocación inicial era la de acordeonista, pero a los 14 años de edad cambió a la flauta de pan, cuyos estudios inició en forma autodidacta. Salió del anonimato gracias al etnomusicólogo suizo Marcel Cellier, quien hacía investigaciones del folklore rumano en los años 60. Gracias a sus habilidades musicales y artesanales, Zamfir construyó las flautas que tocaba y llegó a perfeccionarlas de modo que agregó más tonos al instrumento básico (20, 25 y 30 cañas). Ha grabado algo más de 45 álbumes originales y ganado unos 120 premios, entre discos de oro y platino. Sus ventas superan las 100 millones de copias. Una de sus interpretaciones más conocidas internacionalmente es «The Lonely Shepherd» del compositor alemán James Last.

## Composiciones
- Folksongs From Romania
- Only Love
- Lamentation of a Lonely Shepherd